# William Godwin
William Godwin (Wisbech, 3. ožujka 1756. – London, 7. travnja 1836.), engleski je filozof, književnik i povjesničar. Propovijeda od 1778. do 1783. raznim disidentskim skupinama koje su se poslije prozvale ateistima. Djelima i anarhističkim idejama utjecao je na niz engleskih romantika (Shelley, Coleridge, Wordsworth, Southey). U filozofiji je poznat kao engleski radikalist. Protivio se svakoj tiraniji i zalagao se za jednakost svih ljudi. Pisao je socijalne romane, povijesna djela, antimaltuzijanske eseje i priče za djecu. Bio je suprug Mary Wollstonecraft. 

## Važnija djela
- Istraživanje o političkoj pravdi i njezinu utjecaju na opće dobro i sreću
- O napučenosti
- Misli o čovjeku, njegovoj naravi, proizvodnji i otkrićima
- Chaucerov život i doba